# Lista de cientistas loucos da ficção
Esta é uma lista de cientistas loucos fictícios presentes em fontes culturais (literatura, cinema, quadrinhos, etc.). Estão divididos em pré e pós-1945, já que a imagem dos cientistas loucos mudou após as bombas atômicas explodidas em Hiroshima e Nagasaki, e o papel dos cientistas na Segunda Guerra Mundial.
Para uma lista de pessoas reais que inspiraram o arquétipo do "cientista louco", confira "Cientista louco: Protótipos reais".
Apesar de serem maioria, nesta lista não constam apenas vilões, mas sim qualquer personagem fictício que possua as características básicas do arquétipo do "cientista louco", e/ou que seja uma versão estereotipada do cientista em si — contando que a retratação do cientista contenha alguma das características básicas do arquétipo.

## Antes de 1945

### Literatura
- Dr. Faust, personagem de livros e peças (como as de Christopher Marlowe e J.W. von Goethe), baseado em uma pessoa real do século XVI.
- Dr. Frankenstein, criador do monstro de Frankestein, no romance Frankenstein, ou o Moderno Prometeu, de Mary Shelley (1818).
- Nathaniel Hawthorne, no seu conto curto The Birthmark (1843), mostra um cientista que, apesar de não ser louco, é certamente dono de excesso de confiança, e seus experimentos com a natureza acabam em tragédia.
- Dr. Jekyll & Mr. Hyde, de O Médico e o Monstro (The Strange Case of Dr. Jekyll and Mr. Hyde) de Robert Louis Stevenson (1886), cuja história retrata um cientista essencialmente humano cujas experiências resultam em um alter-ego monstruoso.
- Vários romances de Jules Verne trazem um cientista louco. Alguns desses são cômicos, que falham em tudo o que tentam fazer; outros são mais sérios, e ocasionalmente, perigosos.
  - Os personagens centrais de A Busca pelo Meteoro Dourado (1908) são três cientistas loucos: Dean Forsyth e Sidney Hudelson, astrônomos rivais, e o inventor excêntrico Xirdal Zephyrin.
  - Thomas Roch em Encarando a Bandeira (1896) é um cientista louco típico que não percebe que seus poderes estão sendo usados para fins malignos.
  - Capitão Nemo, o protagonista rico que constrói um submarino, apareceu em dois romances: Vinte Mil Léguas Submarinas (1870) e A Ilha Misteriosa (1874).
  - O personagem principal de Mathias Sandorf (1885).
  - Professor Lidenbrock, de Jornada ao Centro da Terra (1864).
  - J. T. Matson (e outros personagens) em Barbicane and Co. (1889), e também de Da Terra para a Lua (1865), que gosta de fazer canhões gigantes.
  - O astrônomo Palmyrin Rosette, de Off on a comet (1877).
  - O geográfo Jaques Paganel de In Search of the Castaways, se envolve na história por acidente: ele é tão descuidado que acaba pegando o barco errado. Apesar disso, ele é uma cientista famoso no livro, que possui três linhas de títulos e três nomes do meio.
  - John Hatteras de Journeys and Adventures of Captain Hatteras (1864).
  - Orfanik de Carpathian Castle (1892).
- A Ilha do Dr. Moreau (1896), de H. G. Wells, leva os experimentos do estilo Frankestein a um outro nível com seu Dr. Moreau.
- Boris Karlov, o cientista louco russo do romance The Drums of Jeopardy (1920), de Harold MacGrath.
- Dr. Herbert West, um cientista ao estilo Frankestein, obcecado em trazer os mortos de volta à vida, do conto de H. P. Lovecraft Herbest West, Reanimator.
- Griffin, de O Homem Invisível (1897), de H. G. Wells. Griffin descobre o segredo da invisibilidade, mas o processo acaba transformando-o em um assassino insano.
- Professo Chalenger, personagem de Arthur Conan Doylesurgido no Livro Mundo Perdido de (1925) e protagonista de outras historias seguintes.
- Phor Tak, o descobridor da invisibilidade do livro A Fighting Man of Mars (1930), de Edgar Rice Burroughs.
- Dr. Simão Bacamarte, do conto O Alienista, de Machado de Assis. O Dr. Bacamarte dirige um hospício e tem métodos estranhos para avaliar o nível de loucura dos pacientes.

### Cinema
- The Cabinet of Dr. Caligari (1919) é um filme mudo com Dr. Caligari, um cientista hipnotizador e seu assistente sonâmbulo.
- Dr. Mabuse, famoso pelos filmes feitos sobre ele por Fritz Lang.
- C. A. Rotwang, do filme Metropolis (1927), de Fritz Lang.
- Dr. Frankenstein, em diversas versões cinematográficas.
- Dr. Jack Griffin, no filme The Invisible Man (1933).
- Dr. Janos Rukh, no filme The Invisible Ray (1936). Dr. Rukh descobre um raio radioativo que cura a cegueira, mas lhe causa uma paranoia assassina contra outros cientistas, de quem ele desconfia que querem roubar sua descoberta.
- Dr. Throkel, no filme Dr. Cyclops (1940). Dr. Throkel encolhe seus inimigos em seus experimentos com mo.
- Dr. Benulia, em Heart and Science (1888), de Wilkie Collin.
- Dr. Moreau, em The Island of Dr. Moreau (1896).

## Após 1945

### Literatura
- Dr. Jacob (Jake) Jeremiah Burroughs,  de The Number of the Beast (1980) de Robert A. Heinlein. Apesar de Heinlein usar o termo "cientista louco" para descrevê-lo, ele não possui nenhuma das características.
- 'The Mad Scientists' Club: uma série de livros que conta as aventuras de sete adolescentes que são cientistas.
- Dr. Lazlo Zand, da série de livros Robotech de Jack Mckinney.
- Vergil Ulam, no livro Blood Music de Greg Bear.
- Dr. Julius No, de O Satânico Dr. No, e outros personagens de outros livros da série James Bond.
- Xavier Mace, um adversário recorrente de uma série de livros de Tom Swift Jr.
- Domontor the Demented, do gamebook Temple of Flame, de Dave Morris e Oliver Johnsson.
- O Horrível Professor de Matemática, dos gamebooks da série GrailQuest.
- Dr. Hugo Grief, do livro Point Blanc, de Alex Rider.
- Dr. Adam Burkhardt, do livro Monster, de Frank Peretti, que altera geneticamente um chimpanzé de tal modo que o primata se torna uma criatura monstruosa, que escapa do laboratório e mata várias pessoas.
- Dr. Fabian Rosten, em "High Times".
- John Roe O'Neill, no livro The White Plague, de Frank Herbert.
- Várias paródias presentes nas histórias de Terry Pratchett.
- O narrador anônimo no conto "The Chymist", de Thomas Ligotti.
- Dr Roger Nordhagen, do livro Finishing Touches de Thomas Tessier, um cirurgião plástico que guarda algo sombrio no seu depósito.
- Dr. Ignacio Metz, do livro Startide Rising de David Brin, um geneticista que fez várias experiências com golfinhos.
- Dr. Ricardo C. Ribeiro, do livro Memórias de Ricardo Calção (2013), um matemático e bailarino.

### Cinema
- David Banner, da Hulk, pai do alter-ego de Hulk, Bruce Banner.
- Ernst Stavro Blofeld, da série James Bond, líder da organização criminosa SPECTRE.
- Professor Ned Brainard, de The Absent Minded Professor (1961)
- Dr. Doctor Emmett Brown na trilogia Back to the Future (BR: De Volta Para O Futuro)', inventor do Delorean, um carro capaz de viajar no tempo.
- Dr. Seth Brundle na versão de David Cronenberg para The Fly (BR: A Mosca).
- Dr. Eldon Tyrell, em Blade Runner (1982).
- Sebastian Caine, em Hollow Man (BR: O Homem Sem Sombra - 2000)
- Max Cohen, em PI (1998).
- Dr. Durand Durand, em Barbarella (1968).
- Dr. Finkelstein em Nightmare Before Christmas (1993)
- Dr. Otto Frank, em Monstrosity (1964).
- Dr. Victor Frankenstein (em várias versões)
- Dr. Frank N. Furter, em The Rocky Horror Picture Show.
- Professor Foot em Help! (1964)
- Dr. Putrid T. Gangreen de Ataque dos Tomates Assassinos (1994)
- Os protagonistas de Ghostbusters (BR: Os Caça-Fantasmas), em especial Egon. São cientistas especialistas em atividade fantasmagórica, que criaram uma equipe para deter monstros e fantasmas.
- Dr. Charles Girard, em Terror Is a Man (1959)
- Dr. Gulk, em Supersonic Man (1979)
- Dr. Susan Harris, em Invasion of the Bee Girls (1973)
- Dr. Paul Holliston, em Embryo (1976)
- Dr. Kobras, em Puma Man (1980)
- Baron von Kratzmar em Adele Hasn't Had Her Dinner Yet (1977)
- Krank, e o médico que o criou, em The City of Lost Children (1995)
- Doctor Kraspin, em The Humanoid (1979)
- Dr. Kurt Leopold, Zaat (1972)
- Dr. Emilio Lizardo, em The Adventures of Buckaroo Banzai Across the 8th Dimension (1984)
- Dr. Logan - Day of the Dead (com o apelido de "Dr. Frankenstein")
- Dr. Lorca, em Mad Doctor of Blood Island (1968)
- Sherman Klump, em The Nutty Professor (BR: O Professor Aloprado - Parte 1: 1996, Parte 2: 2000), um professor universitário que, se sentindo deprimido por ser gordo, decidiu experimentar em si próprio uma poção que o emagrece, mas que também altera sua personalidade a ponto de ter um alter-ego, Buddy Love, mais corajoso e inescrupuloso.
- Dr. Arliss Loveless, em Wild Wild West (1999)
- Professor Mason, em Death Dimension (1978)
- Dr. Mifune, em Terror of Mechagodzilla
- Dr. Edward Morbius, em Forbidden Planet (1956)
- Edward Nigma, o Charada, em Batman Forever (BR: Batman Eternamente)
- Professor Nolter,em The Mutations (1973)
- J. Frank Parnell, em Repo Man (1984)
- O Abomínavel Dr. Phibes (Vincent Price) na série The Abominable Dr. Phibes
- Dr. Hannibal Lecter, em O Silêncio dos Inocentes,Hannibal, e Dragão Vermelho
- Dr. Hans Reinhardt, em The Black Hole (1979)
- Michael Sharrington, em Graveyard of Horror (1971)
- Dr. Tolian Soran do filme da série Star Trek Star Trek: Generations
- Dr. Carl Stoner, em Ssssss (1973)
- Dr. Strangelove, o personagem do título, nascido Mr. Merkwürdigliebe (1964)
- Síndrome (nome real: Buddy Pine), em The Incredibles (2004). Após ter sido rejeitado para ser ajudante de herói do Sr. Incrível, ele se revoltou contra os heróis e armou um plano para destruir todos eles, para que ele possa ser o único herói em atividade.
- Dr. Sy N. Tist, de série Mad Scientist
- Dr. Totenkopf, em Sky Captain and the World of Tomorrow (2004)
- Dr. Richard Benjamin Vannacutt em House on Haunted Hill (1999)
- Expedito Vitus (Wilson Grey) no clássico brasileiro de terror O Segredo da Múmia
- Dr. Eric Vornoff (Bela Lugosi) em Bride of the Monster
- Professor Wendland, em Superargo (1968)
- Dr. Herbert West, em Re-Animator (1985)
- Sir August DeWynter, em The Avengers (1998)
- Dr Brackish Okun, cientista chefe da Área 51 nos filmes Independence Day e Independence Day: Resurgence[2]
- Wayne Szalinski, em Honey, I Shrunk the Kids (1988)[3] e Honey, I Blew Up the Kid (1992) [4]

### Seriados
- Dr. Bunsen Honeydew de The Muppet Show
- Dr. Chaotica do episódio "Bride of Chaotica" de Star Trek: Voyager
- Davros e Rani, de Doctor Who
- Degra, de Star Trek: Enterprise
- Jha'Dur (ou Deathwalker), do episódio "Deathwalker" de Babylon 5
- Dr. Crell Moset , de Star Trek Voyager
- Elizabeth, de Ciência Travessa, que, junto com o protagonista Toby, foi atingida por um raio que lhe concedeu grande poder científico.
- Dr. Laurence Erhardt de Mystery Science Theater 3000, cientista que aprisionou os protagonistas da série para conduzir com eles seus experimentos, envolvendo assistir filmes B de ficção científica, como uma tortura.
- Dr. Clayton Forrester, de Mystery Science Theater 3000, substituto do Dr. Laurence Erhardt.
- Dr. Miguelito Loveless, na série The Wild Wild West
- Dr. Momus Alexander Morgus de Morgus Presents!
- Johann Wilhelm Möbius no drama satírico de Dürrenmatt The Physicists (1962)
- Namtar, de Farscape
- Quinn Pensky, de Zoey 101
- Dr. Arik Soong, de Star Trek: Enterprise
- Dr. Sparrow de Angel
- Dr. Yes, e vários outros personagens paródicos em Agente 86 (Get Smart)
- Professor Maggie Walsh, de Buffy

### Animações/Anime
- Dr. Vegapunk e Ceasar Clown de One Piece, o primeiro é membro da marinha (parte do governo mundial) e o segundo é ex-membro, atualmente membro do bando de Donquixote Doflamingo.
- O Cientista Irado de Sheep na Cidade Grande, membro da Organização Militar Secreta e inventor de um raio laser movido à carneiros.
- O Professor, de O Gato Félix
- Corrun, de ZatchBell
- O Cientista Maligno de Looney Tunes.
- Dr. Agasa do mangá/anime Detetive Conan
- Dr. Archeville, de Transformers
- Bighead de The Ambiguously Gay Duo
- Crazy Scientist Blah, parceiro de Evil Blah, em The Demented Cartoon Movie
- Dra. Blight, uma cientista especializada em engenharia genética e poluição, de Capitão Planeta.
- Cerébro, de Animaniacs, Pinky e o Cérebro e Pinky, o Cerébro e Felícia, um camundongo de laboratório que almeja conquistar o mundo.
- Hector Con Carne e Dra. Ghastly, de Mal Encarnado
- Denzel Q. Crocker, da série animada  Os Padrinhos Mágicos
- rotcoD daM, da série animada Sinbad, o Marujo
- Dexter e Mandark, de O Laboratório de Dexter. Dexter é um menino gênio, que possui um laboratório secreto em sua casa. Mandark é seu rival que, ao contrário de Dexter, usa seus conhecimentos científicos para o mal.
- Dr. Drakken (Drew Lipsky), DNAmy (Amy Hall), e Professor Dementor, de Kim Possible
- Dantalion, em Shakugan no Shana
- Dr. Eyepatch de The Super Milk-chan Show
- Professor Hubert Farnsworth, em Futurama, cientista, dono de uma empresa de entrega espacial.
- Carl Foutley em Ginger.
- Professor Frink em Os Simpsons, inventor.
- Dr. Heinz Doofenshmirtz, em Phineas e Ferb.
- Dr. Maki Gero, Dr. Wheelo, Dr. Raiki e Dr. Myuu  de Dragon Ball, Dragon Ball Z e Dragon Ball GT
- Newton Gimmick em Teddy Ruxpin
- Hugo A Go Go, em Batfink
- Professor Goatsbeard (Joachim Sickbock), um bode antropomórfico de Tom Puss/Oliver B. Bumble.
- Professor Grotalent, de Spiff and Hercules
- Washu Hakubi, em Tenchi Muyo!
- Dr. Hell, em Mazinger Z
- Fritz Huhnmorder, de Frango Robô
- Comandante Gendo Ikari, de Neon Genesis Evangelion
- Dr. J, Professor G, Doutor S, Instrutor H, e Mestre O, do anime Gundam Wing
- Dr. Jumba Jookiba, de Lilo & Stitch
- Dr. Muraki Kazutaka, do anime Yami no Matsuei
- Kurotsuchi Mayuri de Bleach
- Eiri Masami em Serial Experiments Lain
- Professor Membrana em Invasor Zim
- Dr. Mephesto em South Park
- "Icchan" Miehara de Angelic Layer
- Macaco Louco e Professor Utonium de The Powerpuff Girls. Utonium foi o criador das Meninas Super-Poderosas. Seu assistente, Caco, se voltaria para o mal e se transformaria no gênio do mal conhecido como Macaco Louco.
- Dr. Desty Nova de Battle Angel Alita, que emprega nanotecnologia para superar o karma humano.
- Jimmy Neutron e Professor Finbarr Calamitous. Jimmy é um garoto inventor, de alto Q.I., cujos experimentos as vezes causam catástrofes que ele mesmo se vê obrigado a resolver. O Professor Finbarr é um inimigo recorrente da série, que planeja conquistar o mundo.
- Mr. Paulson, de Teamo Supremo. No entanto, o verdadeiro cientista louco da série é um vilão ocasional chamado Dr. Droid, que construiu robôs.
- Professor von Proton de The Big Knights, inventor de uma máquina do tempo e de um método altamente instável de geração de força.
- Simon Bar Sinister, do desenho animado Vira-Lita (1964)
- Z one,do anime yugioh 5ds.
- Dr. Slump, da série homônima.
- Dr. Mashirito, de Dr. Slump
- Professor Squarkencluck, do desenho Dangermouse
- Baxter Stockman, e ocasionalmente Donatello e Destruidor, de As Tartarugas Ninja. Baxter trabalha para o destruidor, criando novas formas de combater as Tartarugas. Ocasionalmente, um de seus experimentos deu tremendamente errado e ele se transformou numa mosca humana.
- Kaolla Su, do mangá/anime Love Hina
- Tarantulas, da série animada Beast Wars
- Professor Tomoe do mangá/anime Sailor Moon
- Shou Tucker, Zolf Kimblee, e outros em Fullmetal Alchemist
- Dra. Nora Wakeman, da série animada Uma Robô Adolescente, criadora da personagem título.
- Dr. Esquisito de Aqua Teen Hunger Force.
- Phineas J. Whoopee, de Tennessee Tuxedo
- Dr. Zero, da série animada Fantomas, o guerreiro da Justiça
- Dr. Zin, da série animada Johnny Quest
- Urpgor, da série animada Pedra dos Sonhos
- Dr. Clive Frankenstein, da série animada O Gato Frankenstein
- Susan e Mary e Eugênio "Bling Bling Boy", da série animada Johnny Test
- Franjinha, na série animada/banda desenhada Turma da Mônica
- Professor Grossenfibber e Professor Dingle Dong, nos desenhos do Pica-Pau
- Hououin Kyouma(Okabe Rintarou), de Steins;Gate
- Rick Sanchez, de Ricky and Morty[5]

### Tokusatsu
- Doutor Gori, de Spectreman
- Doutora Sazorian, de Goggle V
- Doutora Potter, de Sharivan
- Doutor Keflen, de Flashman
- Doutor Kuromatsu, de Black Kamen Rider
- Doutor Einstein e Professor Ploid, de Cybercops
- Doutor Jean Marrie de Biolon, de Jiban
- Grande Professor Bias, de Liveman

### Quadrinhos
- Doutor Destino, da Marvel Comics. Soberano da Latvéria e dono de intelecto descomunal.
- Doutor Destino, um vilão da DC Comics e inimigo da Liga da Justiça.
- Sr. Sinistro, da Marvel Comics.
- Lex Luthor, arquinimigo do Superman. Dono da LexCorp, uma corporação ativa em diversas áreas. Luthor procura usar todos os recursos ao seu alcance para alcançar seus objetivos, custe o que custar. Ocasionalmente, se tornou presidente dos Estados Unidos.
- Dr. Silvana, da DC Comics, inimigo do Capitão Marvel.
- Norman Osborn (o Duende Verde), Dr. Curt Connors (o Lagarto) e Otto Octavius (o Dr. Octopus) são inimigos do Homem-Aranha que enlouqueceram após resultados catastróficos e transformativos de experimentos.
- Dr. Hank Pym da Marvel comics
- Mandarim, da Marvel comics
- Riff, Dra. Catherine Crabtree, e Dr. Irving Schlock, de Sluggy Freelance.
- Dr. August Hopper, dos quadrinhos X-Men.
- Dr. Cedric Rawlings, dos quadrinhos do Capitão América
- Dr. Luz, inimgos dos Novos Titãs.
- Barão Karza dos Micronautas
- Professor Pardal', residente de Patópolis. Tornou-se um sinônimo de inventor na cultura popular.
- Emil Eagle, cidadão de Patópolis, conhecido no Brasil com Professor Gavião
- Professor Ludovico,outro cientista de Patópolis.
- Dr. Weekday  e Dr. Saruta do mangá de Tezuka Phoenix
- Professor Girassol, de As Aventuras de Tintin
- Prof. Septimus em The Yellow Mark de Blake & Mortimer
- Professor Miloch Georgevitch em The Diabolical Trap, de Blake and Mortimer
- Professor Ivo criador do androide Amazo, inimigo da Liga da Justiça.
- Chave, inimigo da Liga da Justiça.
- Dr. Jason Woodrue, conhecido como Homem Flôronico, inimigo da Liga da Justiça.
- Champignac e Zorglub em Spirou
- Barão Klaus von Wulfenbach, Agatha Heterodyne dos quadrinhos Girl Genius de Phil Foglio
- Helen Narbon, Helen Beta Narbon, Wolf Madblood, e outros do webcomic Narbonic
- Casey e Andy do webcomic Casey and Andy
- Tedd Verres e Dr. Germahn, do webcomic El Goonish Shive.
- Dr. Otto Bonn, do webcomic Polymer City Chronicles
- Dr. Victor Haas do webcomic A Miracle of Science.
- Nick Wellington e Professor Otto Wisebottom, do webcomic General Protection Fault
- Gavin Van Darrin, Danny Koo, King Luca, e Suzy Gee, do webcomic Nukees
- Dr. Von Richter, o vilão dos quadrinhos Cybersix, da Argentina.
- Franjinha, da Turma da Mônica.
- Hugo Strange
- Dr. Jonathan Crane (Espantalho)
- Pamela Isley (Hera Venenosa)
- Victor Fries (Mr. Freeze)
- Kirk Langstrom (Morcego Humano)
- T.O. Morrow, inimigo da Liga da Justiça e criador do Tornado Vermelho.
- Desaad, cientista torturador a serviço de Darkseid.
- Metron, dos Novos deuses

### Video games
- Dr. Neo Cortex, e seus colegas Dr. N. Gin, Dr. Nitrus Brio e Nefarious Tropy, da série Crash Bandicoot.
- Dr. Eggman/Robotnik, da série Sonic the Hedgehog. Transforma animais em robôs destruidores.
- Dr. Albert W. Willy, da série Mega Man
- Dr. Doppler e Gate, da série Megaman X
- Dr. Weil,da série Mega Man Zero
- Dr. Hans Ubermann, do jogo Indiana Jones and the Fate of Atlantis (1992)
- Dr. Fred Edison, dos adventures Maniac Mansion e Day of the Tentacle
- Dr. Brain, dos jogos educativos Island of Dr. Brain, Castle of Dr. Brain, The Lost Mind of Dr. Brain e The Time Warp of Dr. Brain
- Dr. Proton, de Duke Nukem '
- Dr. Malcolm Betrüger, de Doom 3
- Dr. William Birkin, de Resident Evil 2
- Dr. Killjoy, de The Suffering, dono e principal psicanalista da Instituição Carnal para os Alienados, cujos metódos de tratamente são drásticos e letais, incluindo lobotomia, desmembramento e terapia por eletro-choque.
- Dr.Muto, do jogo homônimo
- Dr. Bomb, do jogo de plataforma Bravoman
- Dr. Wallace Breen de Half-Life 2, administrador da Black Mesa.
- Dr. Sludge Vohaul da série Space Quest
- Dr. Schabbs e Otto Giftmacher de Wolfenstein 3D.
- Andross, da série Star Fox
- Professor E. Gadd, da série Mario.
- Dr. Ironstein, do adventure Flight of the Amazon Queen (1995)
- Dr. Ignatio Mobius, da série Command & Conquer.
- Dr. Lugae de Final Fantasy IV
- Professor Hojo de Final Fantasy VII.
- Dr. Knarf, de Jersey Devil
- Dr. Boskonovitch, de Tekken
- Dr. Jacob Crow de Timesplitters: Future Perfect
- Bishop Mandible de Loom
- Stauf de The 7th Guest
- Dr. Willard de Tomb Raider III: Adventures of Lara Croft
- Dr. Cranium de Quest for Glory IV: Shadows of Darkness
- Garlen da série Klonoa
- Dr. (George Wilhelm) Krieger da série Far Cry
- Barão K. Roolenstein que é o K. Rool fantasiado de cientista no jogo Donkey Kong Country 3: Dixie Kong's Double Trouble

### Brinquedos
- Dr. X, inimigo do Action Man
- Dr. Ein-O, do cubo mágico. Baseado diretamente em Albert Einstein.
- Dr. Mindbender, de G.I. Joe
- Dr. João Neto, de O Louco Varrido da Vassoura Quebrada

### Radionovelas
- Dr. Marlin Mazoola, de Jack Flanders

### Televisão
- Beakman, de "Beakman's World" (interpretado por Paul Zaloom), um cientista que explicava de forma dinâmica e engraçada diversos conceitos científicos.[6]